# Victor Warot (baix)
|  | Aquest article tracta sobre Victor Warot (cantant). Si cerqueu Víctor Warot (compositor i director d'orquestra, vegeu «Victor Warot». |

Victor Warot   (Verviers, 18 de setembre de 1834 - Bois-Colombes, 29 de març de 1906) fou un cantant d'òpera belga, fill del compositor i director d'orquestra també de nom Victor.

## Biografia
Warot va estudiar amb el seu pare, i més tard a París amb Giulio Alary. Va fer el seu debut professional a l'Opéra-Comique el 1858 amb Les Montenegrins d'Armand Limnander. L'any següent va interpretar el paper del Segador a l'estrena de Le Pardon de Ploërmel òpera coneguda com Dinorah de Giacomo Meyerbeer. El 1860 va cantar el paper de Beppe a l'estrena de Rita de Donizetti.
De 1861 a 1869, va estar compromès a l'Òpera de París on va interpretar papers en diverses estrenes mundials, com ara Tebaldo a La mule de Pedro de Victor Massé el 1863 i Don Alvaro a L'Africaine de Meyerbeer el 1865. També va cantar Don Ottavio, a Don Giovanni, l'heroi homònim a Le Comte Ory, a Vespres Sicilianes, i Masaniello a La Muette de Portici.
Els èxits que va aconseguir a l'Òpera van fer que fos escollit per participar en les actuacions musicals que es feien al Palau de les Teuleries per a l'emperadriu Eugènia de Montijo. Aquests concerts van reunir els noms dels més grans artistes de l'Acadèmia Imperial de Música i del Théâtre-Italien.
Warot va estar compromès a La Monnaie del 1868 al 1876 on va interpretar elements com Riccardo a Un ballo in maschera, Manrico a Il trovatore, Erik a Der fliegende Holländer, el paper principal de Tannhäuser, Raoul a Les Huguenots, Eléazar a La Juive, i Joan de Leiden a Le Prophète. Des de 1876 fins a la seva retirada dels escenaris el 1888, va continuar sent un artista independent, treballant per als principals teatres d'òpera de França i Bèlgica.
Warot es va dedicar a ensenyar cant quan va acabar la seva carrera d'òpera, i va ser nomenat al Conservatori de Música i Declamació de París. Alguns dels seus alumnes van tenir una carrera brillant, com Lucienne Bréval, Edmond Clément, Jeanne Hatto i Lina Pacary. El 1902 va publicar un llibre, Singer's Breviary.
Va morir el 29 de març de 1906 a casa seva, al núm 13, rue des Carbonnes de Bois-Colombes.

## Honors
- Cavaller de la Legió d'Honor[3]
- Membre de l'Orde de les Palmes Acadèmiques